# Thecla acontius
Thecla acontius är en fjärilsart som beskrevs av Goodson 1945. Thecla acontius ingår i släktet Thecla och familjen juvelvingar. Inga underarter finns listade i Catalogue of Life.